# Pankrác metróállomás
Pankrác egy metróállomás Prágában a prágai C metró vonalán. Ez a D metró egyik tervezett megállója is, amit már 2022 áprilisában elkezdtek építeni, de átadása csak 2029-re várható.

## Szomszédos állomások
A metróállomáshoz az alábbi állomások vannak a legközelebb:
- Pražského povstání (Letňany)
- Budějovická (Háje)

## Átszállási kapcsolatok
| C (Letňany ↔ Háje) |                             |                         |
| Állomás            | Átszállási kapcsolatok      | Fontosabb létesítmények |
| Pankrác            | 134, 188, 193, 905, 910, H1 |                         |